# Food Not Bombs - Jedzenie Zamiast Bomb - Benefit
Food Not Bombs - Jedzenie Zamiast Bomb - Benefit - składanka, a właściwie split 8 zespołów, wydany w roku 1999 przez wytwórnię "Tylko Teraz Records". Cały dochód ze sprzedaży tej kasety przeznaczony był na akcję Jedzenie Zamiast Bomb. Wydawnictwo miało charakter limitowany (100 numerowanych egzemplarzy).

## Zespoły
- Unhinged - 5 utworów - Belgia
- Agathocles - 8 utworów - Belgia
- Poltergeist - 7 utworów - Polska
- Antikorpus - 12 utworów - Brazylia
- Infekcja - 5 utworów - Polska
- Abuso Sonoro - 5 utworów - Brazylia
- Third Degree - 3 utwory - Polska
- Lesser of Two - 4 utwory - USA